# San Martín Sasgayolas
San Martín Sasgayolas (oficialmente y en catalán, Sant Martí Sesgueioles) es un municipio de la comarca de Noya, en la provincia de Barcelona, de la comunidad autónoma de Cataluña, España. Situado al norte de la comarca y cerca de Calaf.

## Demografía
San Martín Sasgayolas cuenta con una población de 360 habitantes (INE 2024).
| Gráfica de evolución demográfica de San Martín Sasgayolas entre 1842 y 2021 |
| |
| Población de derecho según los censos de población del INE. Población de hecho según los censos de población del INE.En este censo se denominaba San Martín de Sasgayola: 1842. En estos censos se denominaba San Martín de Sasgayolas: 1857, 1877 y 1887. En este censo se denominaba Sant Martí Sasgayolas: 1860. En estos censos se denominaba San Martín Sasgayolas: 1897, 1900, 1910, 1920, 1930, 1940, 1950, 1960, 1970 y 1981. |

| 1900 | 1930 | 1950 | 1970 | 1981 | 1986 |
| ---- | ---- | ---- | ---- | ---- | ---- |
| 568  | 565  | 581  | 510  | 415  | 339  |

## Comunicaciones
Estación de ferrocarril de la línea Barcelona-Lérida. Una carretera local conecta el municipio con Calaf y con San Guim de Freixanet.

## Economía
Agricultura, ganadería y minería.

## Lugares de interés
- Iglesia parroquial de San Miguel, del siglo XVIII.
- Campanario de la iglesia de San Martín

## Curiosidades
Cuenta con un campanario sin iglesia y con una iglesia sin campanario.